# よ
よ en hiragana ou ヨ en katakana sont deux kanas, caractères japonais qui représentent la même more. Ils sont prononcés /jo/ et occupent la 38e place de leur syllabaire respectif, entre ゆ et ら.

## Origine
L'hiragana よ et le katakana ヨ proviennent, via les man'yōgana, du kanji 与.

## Romanisation
Selon les systèmes de romanisation Hepburn, Kunrei et Nihon, よ et ヨ se romanisent en « yo ».

## Variantes
Deux caractères plus petits, ょ et ョ, sont utilisés en combinaison avec d'autres kanas se terminant par le son /i/ pour en modifier la prononciation (romanisation Hepburn) :
- kyo (きょ/キョ?, /kʲo/)
- gyo (ぎょ/ギョ?, /gʲo/)
- sho (しょ/ショ?, /ɕo/)
- cho (ちょ/チョ?, /cɕo/)
- jo  (じょ/ジョ?, /ʑo/)
- nyo (にょ/ニョ?, /nʲo/)
- hyo (ひょ/ヒョ?, /çʲo/)
- byo (びょ/ビョ?, /bʲo/)
- pyo (ぴょ/ピョ?, /pʲo/)
- myo (みょ/ミョ?, /mʲo/)
- ryo (りょ/リョ?, /ɺʲo/)

## Tracé
L'hiragana よ s'écrit en deux traits.
1. Petit trait horizontal.

Ordre des traits pour よ

2. Trait vertical, tangeant au premier sur sa gauche et formant une boucle en fin de parcours, puis se terminant horizontalement.

Le katakana ヨ s'écrit en trois traits.
1. Trait horizontal, puis vertical.

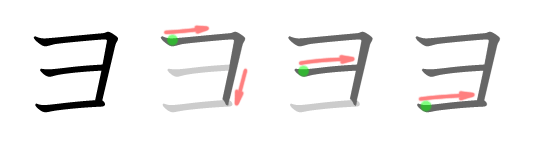
Ordre des traits pour ヨ

2. Trait horizontal, touchant le milieu de la partie verticale du premier sur sa gauche.
3. Trait horizontal, touchant la fin de la partie verticale du premier sur sa gauche.

## Représentation informatique
- Unicode[1],[2] :
  - よ : U+3088
  - ょ : U+3087
  - ヨ : U+30E8
  - ョ : U+30E7